# Макаров Борис Миколайович
Бори́с Микола́йович Мака́ров (23 листопада 1935, місто Москва, тепер Російська Федерація — ?) — радянський діяч, слюсар-випробувач виробничого об'єднання «Московський машинобудівний завод імені М. І. Калініна». Член ЦК КПРС у 1990—1991 роках.

## Життєпис
У 1951—1954 роках — слюсар-лекальник комбінату твердих сплавів у Москві.
З 1954 по 1957 рік служив у Радянській армії.
У 1958—1959 роках — прохідник шахти № 40 комбінату «Воркутавугілля» Комі АРСР.
У 1959—1967 роках — водій тролейбуса в Москві.
Член КПРС з 1963 року.
У 1967—1974 роках — начальник маршруту 4-го тролейбусного парку Москви.
У 1973 році закінчив Московський автомеханічний технікум.
У 1974—1976 роках — помічник директора 4-го тролейбусного парку Москви.
У 1976—1980 роках — заступник начальника із експлуатації 6-го тролейбусного парку Москви.
З 1980 року — слюсар-випробувач виробничого об'єднання «Московський машинобудівний завод імені М. І. Калініна».
Подальша доля невідома.